# Cultura Sechin
```
   |-
       |
Erro:
:  
valor não especificado para "
nome_comum
"

   [[Categoria:Estados extintos da América do Sul|, 
1800 a.C.
]]
```

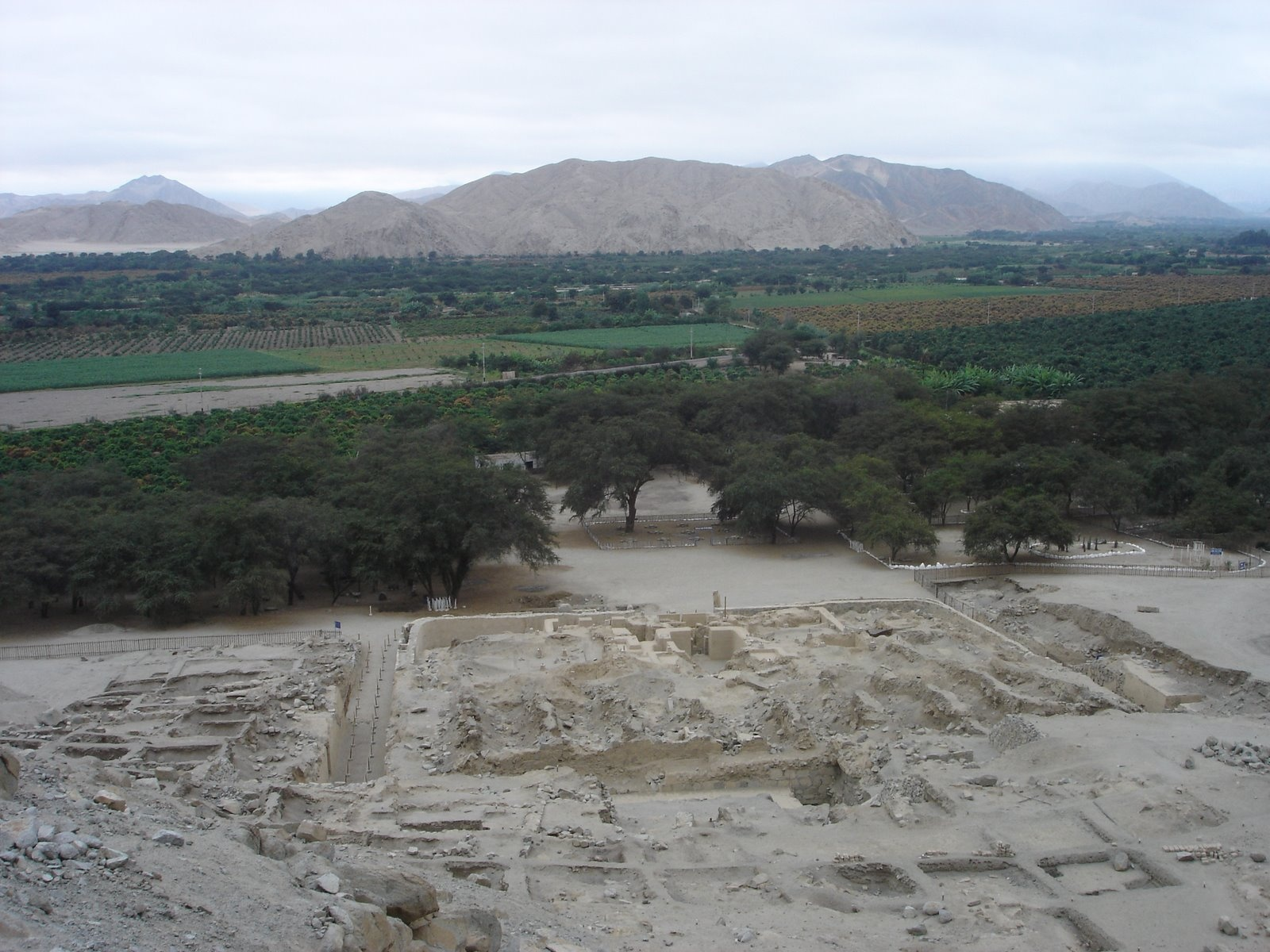
Sítio Arqueológico de Sechin Bajo

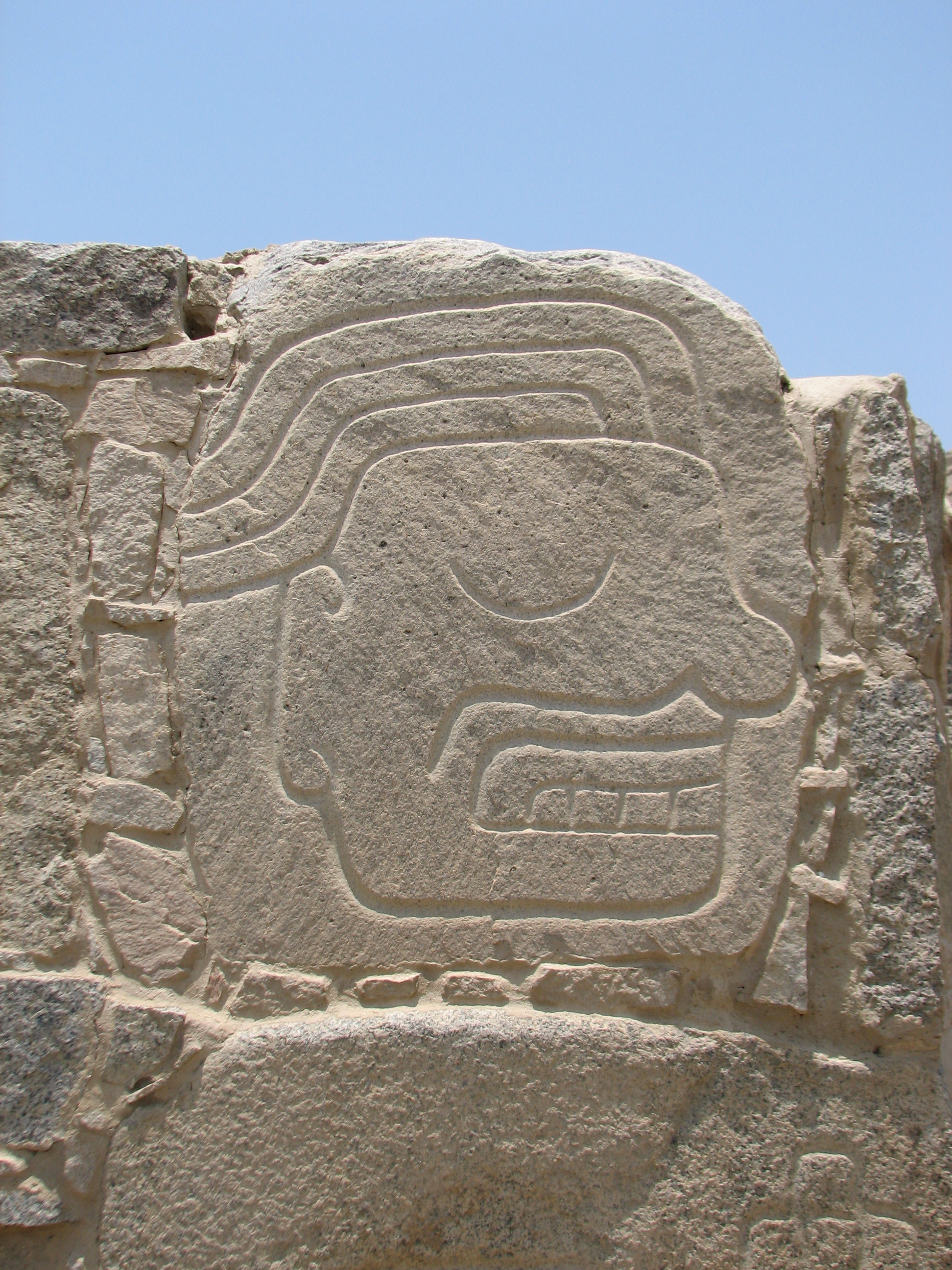
Escultura em relevo

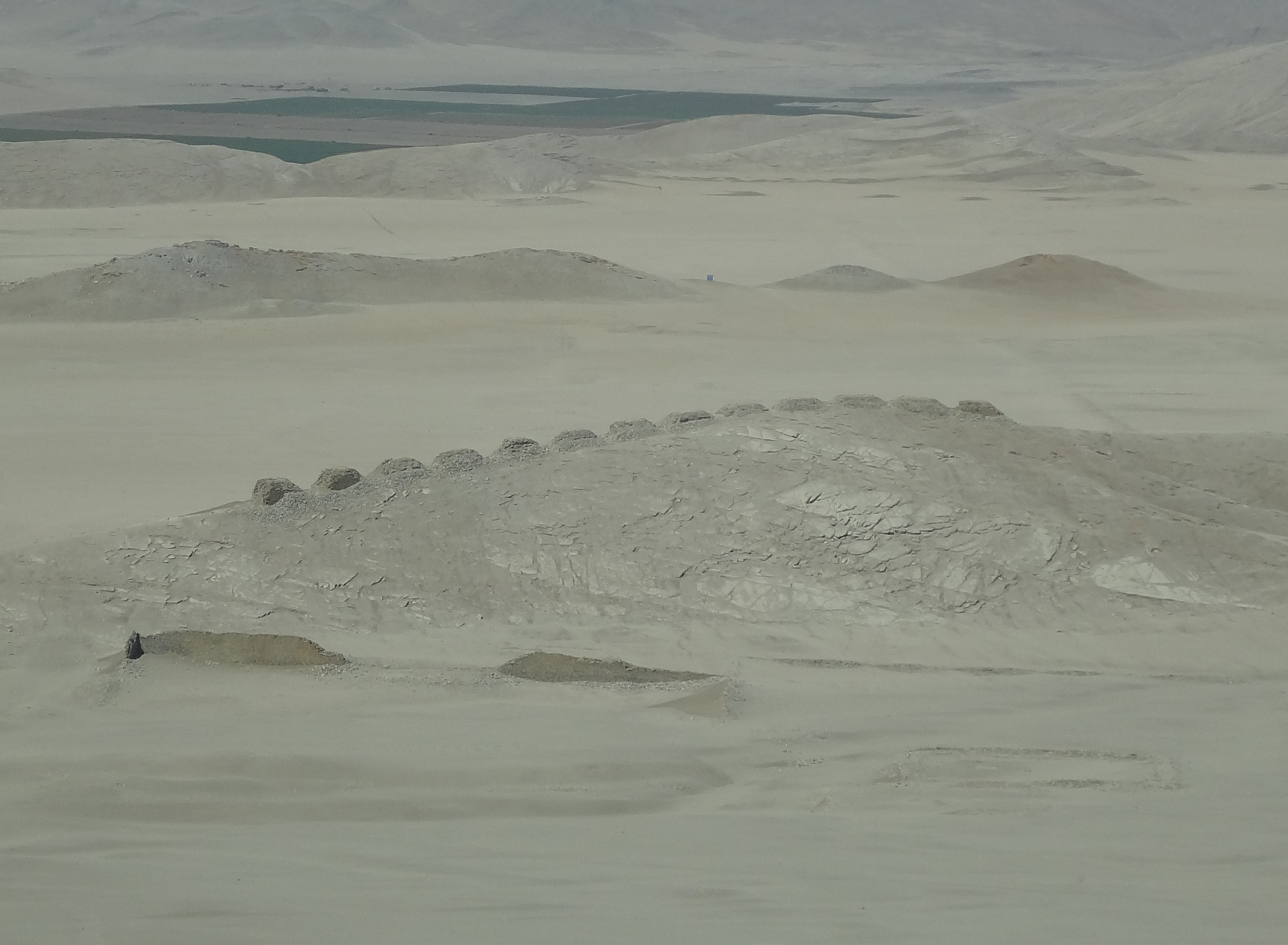
As Treze Torres de Chankillo

A Cultura Sechin (também conhecida como Cultura Casma / Sechin) é uma cultura arqueológica do antigo Peru que se desenvolveu na Costa central da atual Região de Áncash na bacia do rio Casma e de seu afluente o rio Sechin até sua foz no Oceano Pacífico. Os seguintes sítios arqueológicos fizeram parte desta cultura Sechin Bajo, Sechin Alto, Cerro Sechin, Mojeque (Pampa de las Llamas-Moxeke), Chankillo e Taukachi-Konkan, bem como outros locais menores. A maioria destes locais foram encontrados nos vales dos rios a cerca de 20 quilômetros do oceano. Próximos ao oceano podemos citar Las Aldas (20 km ao Sul) e Huaynuná (20 km ao norte) afetadas por essa cultura. 
Um friso descoberto em Sechin Bajo foi datado de 3600 a.C. é o objeto mais antigo da arquitetura monumental descoberto até agora nas Américas. Esta data, se confirmada por descobertas adicionais, significa que a Cultura Sechin pode ser da mesma época ou até mais antiga que a Cultura de Caral, considerada até agora a cultura mais antiga das Américas.

## Localização
A costa do Pacífico peruano é um dos desertos mais secos do mundo com precipitação média anual de menos de 10 milímetros. Exceto nos vales dos rios, o deserto é desprovido de vegetação. Ao longo dos 1 300 quilômetros da costa peruana, 57 pequenos rios fluem para o mar, regados pela precipitação recebida da Cordilheira dos Andes, no interior, a elevações superiores a 2 500 metros. Cada vale de rio é um oásis linear em que a agricultura irrigada se tornou possível. Os vales do rio Casma e seu afluente, o rio Sechin, formaram um destes oásis lineares. A área da Cultura Casma / Sechin se estendeu por cerca de de 40 quilômetros em direção ao interior. A largura dos vales irrigáveis varia de um a sete quilômetros.
Localizado a cerca de 4 km no vale do rio Sechin, a montante da sua junção com o rio Casma, esta localizado um complexo de ruínas arqueológicas que compreende os sitios de Sechin Bajo, Sechin Alto, Cerro Sechin e Taukachi-Konkan, todos eles, exceto Sechin Alto, estão localizados no deserto à beira do rio. Chankillo e Mojeque estão localizados no vale do rio Casma. Outros locais menores estão espalhados pelos dois rios. O vale de Casma foi povoado muito antes da construção monumental naqueles locais. A primeira data de radio-carbono indicando habitação humana é 7600 a.C. encontrada em Cerro Sechin.
Acredita-se que os vales dos rios Casma e Sechin, poderiam acolher uma população de 14 a 23 mil pessoas no auge da cultura Sechin. A quantidade de terras irrigáveis nos vales estreitos não é grande, mas haveria vilas fora da área agrícola na costa. As águas do Oceano Pacífico do Peru são extremamente ricas e alguns dos primeiros assentamentos estavam na costa desértica dependendo da pesca em vez da agricultura ou da caça e da coleta de subsistência.
Os primeiros assentamentos se desenvolveram na era pré-cerâmica. A cultura Sechin estava localizada a cerca de 130 quilômetros ao norte da Cultura de Caral, que os arqueólogos acreditam ser a mais antiga nas Américas. Dada a curta distância, o contato e transmissão de traços culturais entre as duas áreas foi provável.

## Descrição
A costa do Peru foi uma das seis áreas do mundo em que a civilização se desenvolveu independentemente sem influências externas. Por volta de 3000 a.C., alguns locais da costa do Peru, incluindo os vales de Casma e Sechin, uma população considerável se aglomerou e realizou grandes projetos, como a construção de pirâmides e outras estruturas cerimoniais e monumentais. A primeira civilização peruana se diferiu das outras cinco civilizações iniciais das outras regiões, por ainda não utilizarem cerâmica em suas etapas iniciais. A importância da agricultura para o desenvolvimento da civilização peruana precoce é debatida por alguns arqueólogos que propõem a "hipótese marítima" pela qual os ricos recursos marítimos do Oceano Pacífico permitiram que as sociedades costeiras sedentárias florescessem antes da agricultura irrigada.
Alguns artefatos da cultura Sechin podem ser anteriores à civilização de Caral. Datação por radiocarbono indica que uma praça em Sechin Bajo foi construída em 3500 a.C. Um friso de 2 metros de altura foi datado em 3600 a.C. A praça e o friso são os dois exemplos dos mais antigos objetos de arquitetura monumental descobertos até agora nas Américas.

### Período lítico (12000 - 3000 a.C.)
A mais antiga datação por radiocarbono de ocupação humana no vale de Sechin foi feita nas ruínas de Cerro Sechin datadas em 7600 a.C., em Sechin Bajo foram descobertos os primeiros ruínas de arquitetura monumental como do primeiro edifício datadas entre 3700 a.C. e 2900 a.C., período durante o qual foram realizadas várias reconstruções do edifício. A localização de Sechin Bajo (distante 12 Km do mar) e os recursos marinhos encontrados no local sugerem que a agricultura se tornou um contribuinte significativo para o sustento dos construtores e dos ocupantes próximos. O requisito de mão-de-obra para a construção também implica uma numerosa população sedentária ou semi-sedentária próxima com um mecanismo de controle para reunir e supervisionar os trabalhadores. A cerâmica não estava em uso durante esse período.

### Período pré-cerâmico (3000 - 1800 a.C.)
O período pré-cerâmico é caracterizado pelo crescimento do assentamento costeiro de Huaynuná, datado de 2900 a.C. e Las Aldas, datado de 2200 a.C. Tanto Huaynuná quanto Las Aldas estão localizados a mais de 12 quilômetros de distância das terras irrigáveis do Vale do Rio Casma e, portanto, a pesca era o principal meio de subsistência. 
Os locais no interior também cresceram durante este período com os assentamentos costeiros fornecendo peixes e outros recursos marinhos para assentamentos nos interior e os assentamentos no interior fornecendo produtos agrícolas para os assentamentos costeiros. Particularmente importante neste comércio foi o algodão que era usado pelos assentamentos costeiros para redes de pesca e linhas e cabaças usadas para flutuadores e potes. A agricultura de varzea parece ter sido o meio mais comum de criar culturas, embora a irrigação por canal em pequena escala provavelmente também tenha sido utilizada nos vales de Casma e Sechin durante esse período.

### Período inicial (1800 - 900 a.C., também chamado dePeríodo Formativo Inicial)
Durante o período inicial, a cultura Sechin alcançou sua maior proeminência. Os desenvolvimentos tecnológicos incluíam têxteis e cerâmica, adoção ou expansão da irrigação por canal nos vales dos rios e a construção de grandes pirâmides monumentais e praças. Muitos dos locais proeminentes do período inicial, como Sechin Bajo e Cerro Sechin, datam do período pré-cerâmico, mas foram reconstruídos e expandidos durante este período.
A concentração de construções monumentais no Vale do Sechin durante este período é notável. A uma distância de cerca de 5 km estão localizadas quatro grandes ruínas: Sechin Bajo, Taukachi-Konkan, Cerro Sechin e Sechin Alto. A de Sechin Alto era dominante, a maior das pirâmides planas do topo da costa peruana, uma construção de 300 metros de comprimento de 250 metros de largura e 35 metros de altura. Esta foi a maior construção nas Américas quando foi construída entre 1600 e 1400 a.C. O tamanho, a concentração e a uniformidade dos monumentos no vale do Sechin levaram os arqueólogos a sugerir queSechin Alto era o centro administrativo e político que unificou os vales e possivelmente os locais costeiros sob um governo. O domínio do Sechin Alto também é indicado por sua localização. Todos os outros assentamentos principais da região estão localizados no deserto ao lado de uma área irrigável; já Sechin Alto, em uma exibição de consumo preeminente, ocupa terras com escassa irrigação.
Muitas plantas artesanais e alimentares foram cultivadas pelos habitantes dos vales de Casma e Sechin, mas a evidência de milho, a cultura mais importante das Américas, está ausente durante o Período inicial e anteriormente.

### Horizonte Inicial (900 - 200 a.C., também chamado de Período Formativo Médio)
A cultura dos vales do Casma e Sechin passou a ser influenciada, e possivelmente a sofrer o controle político, da cultura Chavin das terras altas durante o Horizonte Inicial. Perto do final do período inicial, o caráter da arquitetura, dos artefatos e dos alimentos mudou na área de Casma / Sechin, o que implica uma invasão hostil. A cultura do milho e a criação de animais domésticos como lhamas, alpacas e porquinhos-da-índia foram introduzidos durante o período do Horizonte Inicial, assim como a dependência de animais marinhos diminuiu, sugerindo que os invasores (se existiram) vieram das terras altas do Peru em vez de outras regiões costeiras. A questão militar se tornou mais proeminente no novo estilo de arquitetura. Os grandes monumentos que caracterizam a cultura do período inicial não foram mais construídos.
Chankillo é uma das ruínas do Horizonte Inicial de maior interesse. Datadas de 350 a.C. Chankillo era formada por uma fortaleza, um observatório solar e áreas cerimoniais. O observatório, chamado Treze torres de Chankillo, permitia que um observador determinasse uma data precisa do ano, observando a posição do sol ao nascer e ao pôr do sol nas torres. Chankillo e outras estruturas da cultura Sechin foram parcialmente destruídas e seu uso abandonado em um aparente conflito em torno de 100 a.C.